# Senta sarca
Senta sarca là một loài bướm đêm trong họ Noctuidae.